# José Antonio Ñíguez
José Antonio Ñíguez Vicente, conocido futbolísticamente como Boria, (Elche, Alicante, España, 30 de septiembre de 1962) es un exfutbolista español que se desempeñaba como delantero. Es el padre de los también futbolistas Saúl Ñíguez, Aarón Ñíguez y Jonathan Ñíguez.

## Clubes
| Club                                  | País   | Año         |
| ------------------------------------- | ------ | ----------- |
| Elche Club de Fútbol                  | España | 1981 - 1988 |
| Centre d'Esports Sabadell Futbol Club | España | 1988 - 1990 |
| Unió Esportiva Figueres               | España | 1989 - 1991 |